# Tetragoneura guajaensis
Tetragoneura guajaensis är en tvåvingeart som beskrevs av Lane 1952. Tetragoneura guajaensis ingår i släktet Tetragoneura och familjen svampmyggor. Inga underarter finns listade i Catalogue of Life.